# Agaricus campestris
Agaricus campestris é um tipo de cogumelo comestível, cultivado comercialmente e utilizado na alimentação humana.